# Стоян Бурчевски
Стоян Йорданов Бурчевски с псевдоним Буридан е югославски партизанин, деец на комунистическата съпротива във Вардарска Македония.

## Биография
Роден е на 29 април 1920 година във велешкото село Рудник. През 1942 година става първоначално партизанин, а после и командир на чета във Велешко-прилепски партизански отряд Димитър Влахов. През декември 1942 година е осъден задочно на смърт от български военен съд. Умира на 6 януари 1943 година заедно с Киро Чучуков по време на сражение с български военни части и полиция в местността Речани.